# نیکولاس تاگلیافیکو
نیکولاس آلخاندرو تاگلیافیکو (اسپانیایی: Nicolás Alejandro Tagliafico‎؛ زادهٔ ۳۱ اوت ۱۹۹۲) بازیکن فوتبال اهل آرژانتین است.

## باشگاهی
از باشگاه‌هایی که در آن بازی کرده‌است می‌توان به بانفیلد، مورسیا، باشگاه فوتبال رئال مورسیا، ایندپندینته و آژاکس اشاره کرد.

## تیم ملی
وی همچنین در تیم ملی فوتبال آرژانتین بازی کرده‌است.